# 格索伊瑟地区文镇
格索伊瑟地区文镇是奥地利施蒂利亚州利岑县的一个市镇。总面积75.63平方公里，总人口1177人，人口密度15.6人/平方公里（2005年）。